# I Was Max
 (août 2023).
Pour plus de détails, voir Fiche technique et Distribution.
I Was Max est un court métrage lituanien écrit et réalisé par Lukas Kacinauskas et sorti en 2021.
Le film traite de la timidité, de la connaissance de soi et de la communauté LGBTQ+ dans les pays de l'ex-Union soviétique.

## Synopsis
Max a un rencard avec Tadas, un homme qu'il a rencontré sur Internet. Mais Max ne se sent mal à l'aise et s'enferme dans sa timidité. Tadas décide alors de prendre les devants et essaie d'en apprendre plus sur Max lors d'une promenade nocturne dans la ville, mais Max continue d'éviter de changer de sujet lorsqu'il s'agit de parler de lui.

## Fiche technique
- Titre international : I Was Max
- Titre original : Aš buvau Maksas
- Réalisation : Lukas Kacinauskas
- Scénario : Lukas Kacinauskas
- Photographie : Meida Lileikyte
- Montage :
- Son : Mindaugas Juska
- Production : Laura Vrubliauskaite 
  - Directrice de production : Marija Razgutė
- Sociétés de production : M-Films
- Société de distribution en festival : M-Films
- Ventes internationales : SND Films.
- Pays de production : Lituanie
- Langue originale : lituanien
- Format : couleur
- Genre : drame
- Durée : 21 minutes
- Dates de sortie :
  - Pays-Bas :  première mondiale en Septembre 2021, Festival international du court-métrage de Nimègue (Go Short)
  - Lituanie : première nationale en janvier 2022, Festival International du Film de Vilnius)[2]

## Distribution
- Sarunas Zenkevicius : Max
- Matas Dirgincius :  Tadas

## Production
Étudiant à l'Académie lituanienne de musique et de théâtre, I Was Max (2021) est le premier film de Lukas Kacinauskas. Une seconde collaboration avec la productrice Marija Razgutė de la société de production M-Films, Happy next year, est prévue pour fin 2023.

## Sélection
- Nomination de la directrice de la photographie Meida Lileikytė  pour le prix "Gilė" 2023 décerné par l'Association lituanienne des directeurs de la photographie (LAC).
- Sélection au programme EUROTRIPS du Festival international du film d'Helsinki 2022 - Love & Anarchy
- Nomination au Lithuanian Film Awards 2022 dans la catégorie court métrage.
- Sélection au Festival international du film de Karlovy Vary 2022[5].
- Sélection au Festival International du Film de Vilnius (Lituanie) 2022
- Sélection au Festival international du court-métrage de Nimègue (Pays-Bas) Go Short 2021